# Архиепархия Россано-Кариати

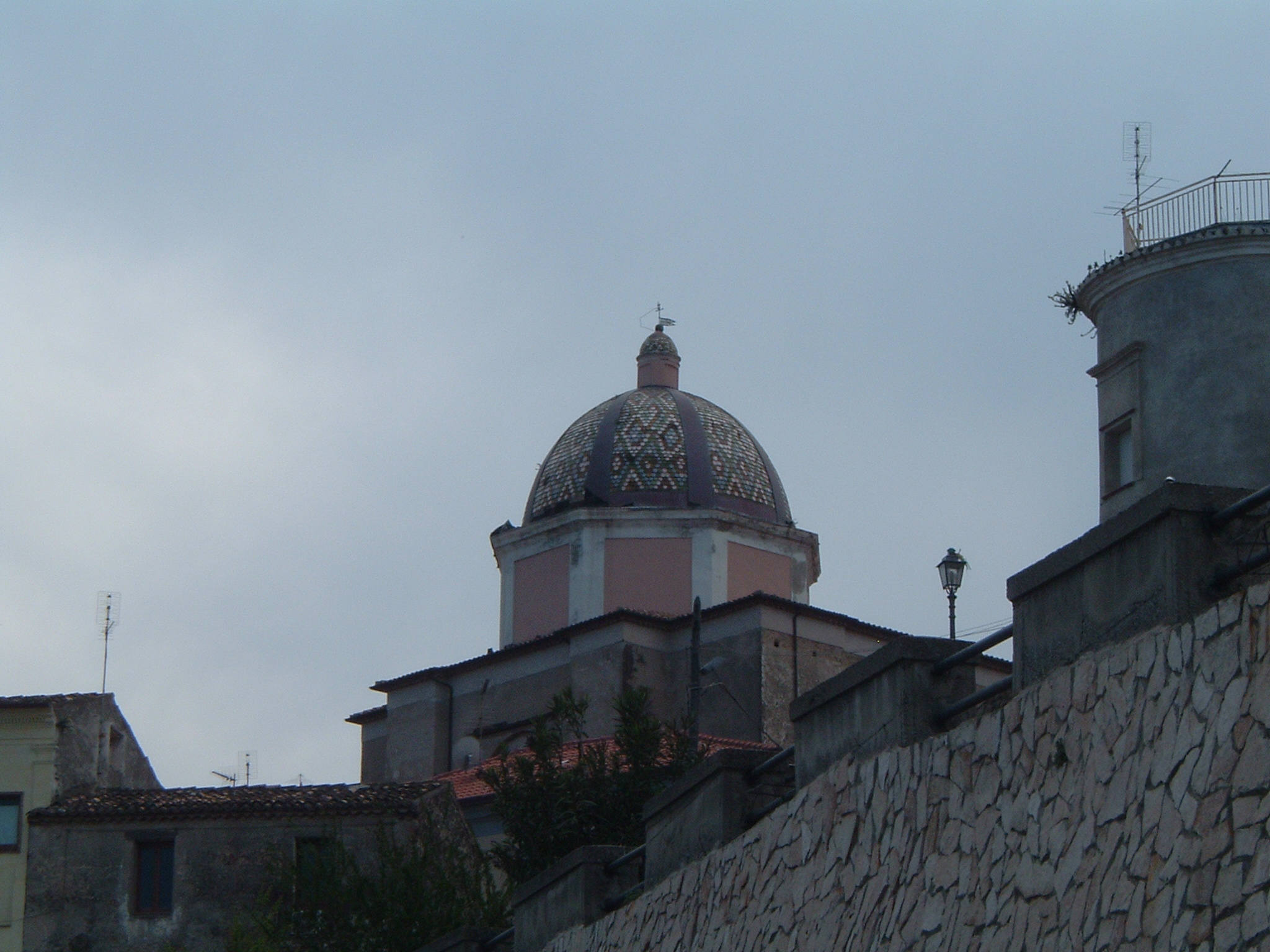
купол собора Архангела Михаила в Кариати

Архиепархия Россано-Кариати (лат. Archidioecesis Rossanensis-Cariatensis) — архиепархия Римско-католической церкви с центром в городе Россано, Италия. Архиепархия Россано-Кариати входит в митрополию Козенца-Бизиньяно. Кафедральным собором архиепархии Россано-Кириати является церковь Санта-Мария-Сантиссима-Акиропита. В городе Кариати находится сокафедральный собор Архангела Михаила.

## История
Епархия Россано была учреждена в VII веке. В 1460 году возведена в ранг архиепархии. 4 апреля 1979 года Римский папа Иоанн Павел II издал буллу "Quo aptius", которой объединил архиепархию Россано с епархией Кариати, после чего новая церковная структура стала называться архиепархией Россано и Кариати; с 30 сентября 1986 года — современное название.

## Ординарии архиепархии

### Россано
...
- Паоло Эмилио Вералло
- Джамбаттиста Кастанья (1 марта 1553 — 23 января 1573 — назначен апостольским нунцием в Венеции, позднее избран Папой под именем Урбан VII);
- Ланчиллотто Ланчиллотти

...
- Лучо Сансеверино (2 декабря 1592 — 19 ноября 1612 — назначен архиепископом Салерно);

### Россано и Кариати
- архиепископ Антонио Кантисани (4 апреля 1979 — 31 июля 1980 — назначен архиепископом Катандзаро[англ.] и епископом Скуиллаче[англ.]);
- архиепископ Серафино Спровьери (31 июля 1980 — 30 сентября 1986 — назначен архиепископом Россано-Кариати).

### Россано-Кариати
- архиепископ Серафино Спровьери (30 сентября 1986 — 25 ноября 1991 — назначен архиепископом Беневенто);
- архиепископ Андреа Кассоне (26 марта 1992 — 6 мая 2006);
- архиепископ Санто Марчиано (6 мая 2006 — 10 октября 2013 — назначен военным ординарием Италии);
- архиепископ Джузеппе Сатриано (15 июля 2014 — 29 октября 2020 — назначен архиепископом Бари-Битонто);
- архиепископ Маурицио Алоиз (20 марта 2021 — по настоящее время).

## Источник
- Annuario Pontificio, Libreria Editrice Vaticana, Città del Vaticano, 2003, ISBN 88-209-7422-3
- Konrad Eubel, Hierarchia Catholica Medii Aevi, vol. 1 Архивная копия от 9 июля 2019 на Wayback Machine, стр. 423-424; vol. 2 Архивная копия от 4 октября 2018 на Wayback Machine, стр. 224; vol. 3 Архивная копия от 21 марта 2019 на Wayback Machine, стр. 286; vol. 4 Архивная копия от 4 октября 2018 на Wayback Machine, стр. 297; vol. 5, стр. 335; vol. 6, стр. 359  (лат.)
- Булла Quo aptius Архивная копия от 16 мая 2014 на Wayback Machine  (лат.)